# Чанкай (порт)
11°35′25″ пд. ш. 77°16′34″ зх. д. / 11.590380115891° пд. ш. 77.27617204412° зх. д.
Порт Чанкай (ісп. Puerto de Chancay) — океанський термінал, розташований у місті Чанкай, Перу. Його побудувала китайська державна судноплавна та логістична компанія COSCO Shipping спільно з перуанською компанією «Volcan». Порт є частиною ініціативи «Один пояс, один шлях»; згідно з перуанським законодавством, він є приватним портом для громадського користування, що надає оператору ексклюзивне право надавати портові послуги. 

Порт розташований приблизно за 60 км на північ від Ліми. Загалом у будівництво порту та його споруди буде інвестовано 3,5 мільярда доларів США (3,3 мільярда євро). Висловлювалися занепокоєння щодо можливого подвійного використання порту.

## Історія
У 2019 році Volcano Mining і COSCO Shipping оголосили про підписання угоди про комерційне партнерство для просування проєкту. Залучення китайського підприємства сприяло реконструкції та розширенню проєкту, що охоплює нове проєктування, інженерні розробки, будівництво та експлуатацію значного портового комплексу, загальна вартість якого, як очікується, досягне 3 мільярдів доларів.  Після вливання капіталу COSCO Shipping Ports компанія придбала 60% акцій у проєкті, частка власності перуанського підприємства Volcano Mining зменшилася до 40%. Сі Цзіньпін Китаю та Діна Болуарте Перу спільно взяли участь у віртуальному відкритті порту Чанкай 14 листопада 2024 року.

## Ємність
На першому етапі розширення планується обробляти близько мільйона контейнерів на рік. 

Порт Чанкай має значні переваги порівняно з іншими портами південної частини Тихого океану: природна осадка 17,8 метра (58,4 фута) і стратегічне географічне положення на центральному узбережжі Перу, неподалік від порту Кальяо, міжнародного аеропорту Хорхе Чавеса та «Ініціатива з інтеграції регіональної інфраструктури Південної Америки», а також «Центральноамазонський міжокеанський коридор», який призначений для курсування суден місткістю понад 18 000 TEUs. На першому етапі порт матиме чотири причали завдовжки 400 м.
Проєкт порту складається з трьох елементів: операційної зони порту, призначеної для навантаження. Альтернативою є в’їзний комплекс, який охоплюватиме автопорт, в’їзний гейт, зону митного огляду, адміністративні офіси, зону матеріально-технічного та допоміжного обслуговування, а також тунель, що з’єднується з Панамериканським шосе.  Основною операційною метою будівництва порту є сприяння транспортуванню близько 1 мільйона TEUs і загалом 6 мільйонів одиниць вантажу на рік. 

## Структура та контекст бізнесу
Китай будує порт як ворота з Південної Америки до Китаю через багаті ресурси цього континенту.
Очікується, що порт буде щорічно приносити 4,5 мільярда доларів і створюватиме 8000 робочих місць. Індустріальний парк Чанкай і багатофункціональний порт планується будувати одночасно. Обидва будуть створювати центри з інтегрованою багатофункціональністю, що охоплюватиме логістику, промислові зони, сервісні та технологічні комплекси та житлові райони. Розбудова Чанкай-парку відбуватиметься в чотири етапи: на початковому етапі буде зосереджено логістику та складування, а на наступних етапах акцент буде на промисловому розвитку. Заключним етапом стане будівництво нерухомості. 